# Bundesstraße 258
Die Bundesstraße 258 (Abkürzung: B 258) führt durch die Eifel von der Ortsumgehung Mayen nach Aachen.
Die Straße führt am Nürburgring vorbei, überquert die Landesgrenze zwischen Rheinland-Pfalz und Nordrhein-Westfalen, durchquert Monschau und endete am Kaiserplatz in Aachen.
Bis vor einigen Jahren begann die B 258 in Koblenz und führte über Ochtendung nach Mayen weiter auf die oben beschriebene Strecke. Der Teil zwischen Koblenz und Mayen wurde wegen der Nähe zur Bundesautobahn 48 abgestuft.
Im Stadtgebiet von Aachen verlief die Strecke ursprünglich über Walheim, Kornelimünster und Brand und wurde hier zur L 233 ebenfalls abgestuft. Seit 2010 führt die B 258 ab Relais Königsberg über die Monschauer Straße bis zur Anschlussstelle Aachen-Lichtenbusch (Bundesautobahn 44). 
Ursprünglich sollte die Bundesstraße als B 258n zur niederländischen Grenze an die N300 bei Kerkrade verlängert werden. Seit dem Bundesverkehrswegeplan 2015 ist dieses Vorhaben nicht mehr vorgesehen.

## Besonderes

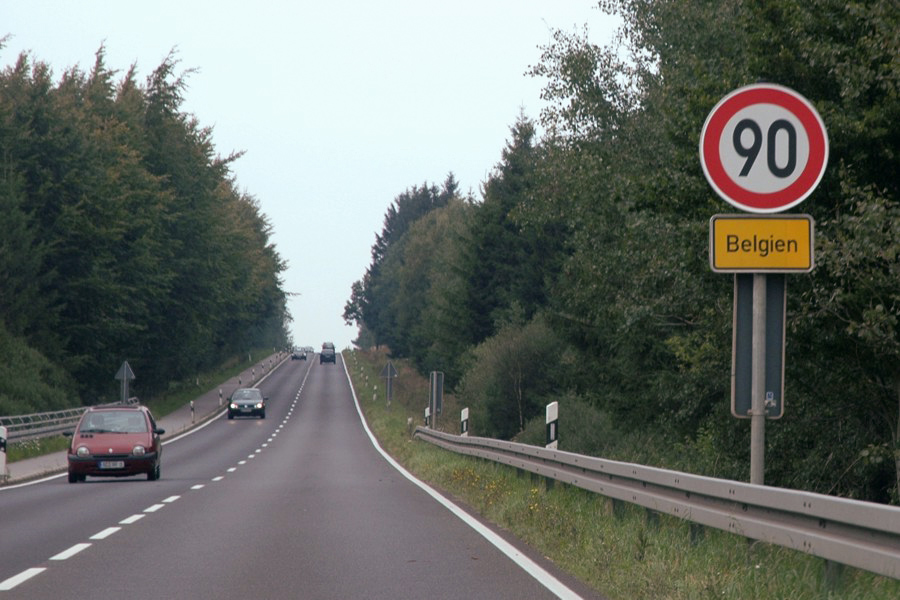
B 258 auf belgischem Staatsgebiet (Geschwindigkeitsbegrenzung 90 km/h mit Hinweis „Belgien“)

Zwischen Monschau und Roetgen führt die B 258 für etwa drei Kilometer über belgisches Staatsgebiet. Von dieser Straße gibt es keinen Anschluss an das belgische Straßennetz. An diesem Abschnitt liegt das Fringshaus (Lage), das postalisch zum belgischen Raeren (Postleitzahl 4730), aber fernmeldetechnisch zum deutschen Ortsnetz Roetgen (Vorwahl 02471) gehört.
In Roetgen überquert die B 258 insgesamt dreimal den Vennbahnradweg auf den ehemaligen Gleisanlagen der 1989 stillgelegten Vennbahn, der Teil des RAVeL-Netzes und belgisches Staatsgebiet ist. Dies wird teilweise durch Schilder angezeigt und ist an den Grenzsteinen erkennbar. Dadurch quert die Bundesstraße im Verlauf von wenigen hundert Metern sechsmal eine Grenze, nämlich die zwischen Deutschland und Belgien, was in der Vergangenheit Zuständigkeitsprobleme bei Unfällen auf belgischem Territorium verursachte. In diesem Fall mussten belgische Einsatzkräfte aus dem 14 km entfernten Eupen anrücken. Dies wurde erst durch ein Amtshilfeabkommen zwischen Belgien und Deutschland hinfällig. Die Zuständigkeit der belgischen Staatsanwaltschaft und des Gerichts in Eupen ist davon nicht betroffen. Dies kann wegen unterschiedlicher Verkehrsvorschriften, u. a. der Geschwindigkeitsbegrenzung 90 statt 100 km/h außerhalb der geschlossenen Ortschaft, Promillegrenzen sowie Regelungen für Personen unter 18 Jahren, beispielsweise bei begleitendem Fahren oder hinsichtlich der Fahrerlaubnis für Leichtkrafträder, zu unangenehmen Überraschungen führen. In der Vergangenheit gehörte auch die belgische Vorfahrtsverzichtsregelung zu diesen Unterschieden, sie ist jedoch seit März 2007 abgeschafft. Bei zivilrechtlichen Streitigkeiten können, da belgisches Recht angewendet wird, für Fahrer mit Sitz in Deutschland bezüglich Mietwagen, Nutzungsausfall, Sachverständigenkosten oder Anwaltskosten höhere Kosten anfallen.
Wegen ihrer schnurgeraden steilen Steigungsstrecken wird die B 258 bei Roetgen auch Himmelsleiter genannt. Man unterscheidet die Große Himmelsleiter zwischen Relais Königsberg und Roetgen und die Kleine Himmelsleiter zwischen Roetgen und Fringshaus. Diese Unterscheidung wurde allerdings erst in den letzten Jahren durch die Presse vorgenommen. Im Volksmund wird nur die Strecke zwischen Relais Königsberg und Roetgen Himmelsleiter genannt.